# Wilson Chandler
Wilson Jamall Chandler (Benton Harbor, Míchigan; 10 de mayo de 1987) es un jugador de baloncesto estadounidense que disputó 13 temporadas en la NBA. Mide 2,03 metros y juega de alero.

## Trayectoria deportiva

### Universidad
Jugó durante dos años con los Blue Demons de la Universidad DePaúl, en los cuales promedió 12,9 puntos, 7 rebotes y 1,3 tapones por partido. En su primera temporada fue incluido en el mejor quinteto de freshman (jugador de primer año universitario) de la Big East Conference.

#### Estadísticas
| Año     | Equipo | PJ | PT | MPP  | %TC  | %3P  | %TL  | RPP | APP | ROB | TPP | PPP  |
| ------- | ------ | -- | -- | ---- | ---- | ---- | ---- | --- | --- | --- | --- | ---- |
| 2005–06 | DePaul | 25 | 20 | 30.2 | .436 | .211 | .667 | 7.2 | 1.0 | .8  | 1.6 | 10.6 |
| 2006–07 | DePaul | 34 | 32 | 31.7 | .450 | .333 | .654 | 6.9 | 1.4 | .6  | 1.4 | 14.6 |
| Total   | Total  | 59 | 52 | 31.1 | .445 | .303 | .659 | 7.1 | 1.2 | .7  | 1.5 | 12.9 |

### Profesional
Fue elegido por los New York Knicks en el puesto 23 de la primera ronda del Draft de la NBA de 2007, equipo con el que jugó la liga de verano donde destacó, siendo finalmente contratado. 
Tras tres temporadas y media en Nueva York, el 22 de febrero de 2011 fue traspasado, junto a sus compañeros Danilo Gallinari, Timofey Mozgov y Raymond Felton, a Denver Nuggets a cambio de Carmelo Anthony, Chauncey Billups, Shelden Williams, Renaldo Balkman y Anthony Carter.
En agosto de 2011, durante el lockout de la NBA, se marcha a los Zhejiang Lions de la liga china.
El 18 de marzo de 2012, Chandler decide volver a la NBA y firma con Denver Nuggets por $37 millones en 5 años.
El 6 de febrero de 2019, es traspasado, junto a Landry Shamet y Mike Muscala, a Los Angeles Clippers a cambio de Tobias Harris, Boban Marjanovic y Mike Scott.
El 2 de julio de 2019, Chandler firma por una temporada con Brooklyn Nets.
En agosto de 2011, durante el lockout de la NBA, se marcha a los Zhejiang Lions de la liga china.
El 8 de septiembre de 2020, volvió a los Zhejiang Guangsha Lions de la CBA.

## Estadísticas de su carrera en la NBA

### Temporada regular
| Año     | Equipo        | PJ  | PT  | MPP  | %TC  | %3P  | %TL  | RPP | APP | ROB | TPP | PPP  |
| ------- | ------------- | --- | --- | ---- | ---- | ---- | ---- | --- | --- | --- | --- | ---- |
| 2007-08 | New York      | 35  | 16  | 19.6 | .438 | .300 | .630 | 3.6 | .9  | .4  | .5  | 7.3  |
| 2008-09 | New York      | 82  | 70  | 33.4 | .432 | .328 | .795 | 5.4 | 2.1 | .9  | .9  | 14.4 |
| 2009-10 | New York      | 65  | 64  | 35.7 | .479 | .267 | .806 | 5.4 | 2.1 | .7  | .8  | 15.3 |
| 2010-11 | New York      | 51  | 30  | 34.5 | .461 | .351 | .807 | 5.9 | 1.7 | .7  | 1.4 | 16.4 |
| 2010-11 | Denver        | 21  | 19  | 30.6 | .419 | .347 | .810 | 5.0 | 1.6 | .7  | 1.1 | 12.5 |
| 2011-12 | Denver        | 8   | 6   | 26.9 | .392 | .250 | .833 | 5.1 | 2.1 | .8  | .8  | 9.4  |
| 2012-13 | Denver        | 43  | 8   | 25.1 | .462 | .413 | .793 | 5.1 | 1.3 | 1.0 | .3  | 13.0 |
| 2013-14 | Denver        | 62  | 55  | 31.1 | .416 | .348 | .724 | 4.7 | 1.8 | .7  | .5  | 13.6 |
| 2014-15 | Denver        | 78  | 75  | 31.7 | .429 | .342 | .775 | 6.1 | 1.7 | .7  | .4  | 13.9 |
| 2016-17 | Denver        | 71  | 33  | 30.9 | .461 | .337 | .727 | 6.5 | 2.0 | .7  | .4  | 15.7 |
| 2017-18 | Denver        | 74  | 71  | 31.7 | .445 | .359 | .772 | 5.4 | 2.1 | .6  | .5  | 10.0 |
| 2018-19 | Philadelphia  | 36  | 32  | 26.4 | .440 | .390 | .722 | 4.7 | 2.0 | .6  | .5  | 6.7  |
| 2018-19 | L.A. Clippers | 15  | 1   | 15.1 | .348 | .325 | .714 | 3.1 | .7  | .2  | .2  | 4.3  |
| 2019-20 | Brooklyn      | 35  | 3   | 21.0 | .404 | .306 | .870 | 4.1 | 1.1 | .5  | .3  | 5.9  |
| Total   | Total         | 676 | 483 | 30.0 | .443 | .306 | .770 | 5.3 | 1.8 | .7  | .6  | 12.5 |

### Playoffs
| Año   | Equipo        | PJ | PT | MPP  | %TC  | %3P  | %TL   | RPP | APP | ROB | TPP | PPP  |
| ----- | ------------- | -- | -- | ---- | ---- | ---- | ----- | --- | --- | --- | --- | ---- |
| 2011  | Denver        | 5  | 2  | 23.0 | .276 | .143 | .778  | 4.4 | .4  | .6  | .8  | 4.8  |
| 2013  | Denver        | 6  | 6  | 34.2 | .355 | .310 | .750  | 5.5 | 1.3 | 1.3 | .5  | 12.0 |
| 2019  | L.A. Clippers | 4  | 0  | 13.0 | .313 | .100 | 1.000 | 1.5 | .5  | .5  | .0  | 3.8  |
| Total | Total         | 15 | 8  | 24.8 | .331 | .239 | .800  | 4.1 | .8  | .9  | .5  | 7.4  |